# 2А31
Д-32 (індекс ГРАУ — 2А31) — радянська 122-мм гаубиця. Розроблено в ОКБ-9 під керівництвом Федора Петрова.

## Історія створення
122-мм нарізна гаубиця розроблена в конструкторському бюро Заводу № 9 під керівництвом Федора Петрова на базі причіпної гаубиці 2А18 спеціально для самохідної артилерійської установки 2С1 «Гвоздика». Перші варіанти гармати були розроблені під внутрішньозаводськими позначеннями Д-11 та Д-12 у період з 1967 по 1972 роки. Після випробувань на стрільбових стендах як перспективний був прийнятий варіант Д-12, який отримав після доопрацювань позначення Д-32 та індекс ГРАУ 2А31. Гаубиця 2А31 використовувалася Радянською армією у складі САУ 2С1 «Гвоздика».

## Опис конструкції
Основним призначенням гаубиці 2А31 є придушення та знищення живої сили противника як на відкритій місцевості, так і в укриттях польового типу, руйнування дзотів, формування проходів у мінних полях, а також боротьба з механізованими, артилерійськими та танковими підрозділами противника. Для ведення вогню використовуються постріли роздільно-гільзового заряджання.
Ствол 2А31 складається з труби, казенника, ежектора та дулового гальма. Довжина труби становить 4 270 мм. На внутрішній частині ствола на довжині 3400 мм виконано 36 нарізів з прогресивною крутістю починаючи від 3°57' і закінчуючи 7°10'. Довжина зарядної камори становить 594 мм. Повна маса ствольної групи — 955 кг. Затвор гармати вертикально-клиновий, оснащений напівавтоматичним механізмом повторного зведення. На клині встановлено лоток із утримником, який запобігає випаданню снаряда зі ствола на великих кутах підвищення, а також полегшує ручне заряджання. При відкритті затвора, утримувач автоматично утоплюється в клин і не перешкоджає екстракції гільзи. Повна маса затворної групи становить 35,65 кг. Противідкотні пристрої складаються з гідравлічного гальма відкату веретенного типу заправленого рідиною «Стеол-М» або «ПОЖ-70» та пневматичного накатника, заправленого азотом або повітрям. Для стравлювання тиску при роботі в різних температурних діапазонах на гальмі відкату встановлено компенсатор пружинного типу. Циліндри гальма відкату закріплені у казеннику гармати. Максимальна довжина відкату становить 600 мм. Труба гармати скріплена з люлькою, що складається з двох обойм. У передній обоймі знаходиться кожух із закріпленими циліндрами противідкатних пристроїв. У середній частині розташовані кріплення для бронемаски із цапфами. До задньої частини люльки змонтовано огорожу. На правій щоці для командира є механізм блокування ручного спуску гармати, на лівій — система важелів з ручним спуском. Між щоками встановлено відкидну частину огорожі з електромеханічним механізмом дослання.

### Боєприпаси
| Номенклатура боєприпасів                                            |                |                |                  |                |                   |                                  |                                    |
| Індекс пострілу                                                     | Індекс снаряду | Індекс заряду  | Маса снаряду, кг | Маса ВР/ОР, кг | Маса пострілу, кг | Початкова швидкість снаряду, м/с | Максимальна дальність стрільби, км |
| Кумулятивні                                                         |                |                |                  |                |                   |                                  |                                    |
| 3ВБК3                                                               | 3БК6(М)        | 4Ж9            |                  |                | 29,6              | 680                              | 2                                  |
| 3ВБК9                                                               | 3БК13          | 4Ж9/4Ж32       | 18,2             | 1,8            | 27,5              | 726                              | 1                                  |
| 3ВБК12                                                              | 3БК6(М)        | 4Ж32           |                  |                |                   |                                  | 2                                  |
| 3ВБП3                                                               | 3БП1           | 4Ж8            | 14,08            |                | 22,0              | 740                              | 2                                  |
| Осколково-фугасні                                                   |                |                |                  |                |                   |                                  |                                    |
| 3ВОФ5                                                               | 53-ОФ-462(Ж)   | 4Ж9/4Ж20       | 21,7             | 3,67           | 29,3              | 690                              | 15,2                               |
| 3ВОФ6                                                               | 53-ОФ-462(Ж)   | 4Ж10/4Ж21      | 21,7             | 3,67           | 27,9              | 565                              | 12,8                               |
| 3ВОФ14                                                              | 3ОФ7/3ОФ8      | 4Ж9/4Ж20       | 21,7             | 2,98           | 29,3              | 690                              | 15,2                               |
| 3ВОФ15                                                              | 3ОФ7/3ОФ8      | 4Ж10/4Ж21      | 21,7             | 2,98           | 27,9              | 565                              | 12,8                               |
| 3ВОФ29                                                              | 3ОФ24(Ж)       | 4Ж9            | 21,76            | 3,97           | 29,4              | 690                              | 15,2                               |
| 3ВОФ29-1                                                            | 3ОФ24(Ж)       | 4Ж32           | 21,76            | 3,97           | 29,6              | 690                              | 15,2                               |
| 3ВОФ30                                                              | 3ОФ24(Ж)       | 4Ж10           | 21,76            | 3,97           | 28,5              | 565                              | 12,8                               |
| 3ВОФ30-1                                                            | 3ОФ24(Ж)       | 4Ж31           | 21,76            | 3,97           | 28,2              | 565                              | 12,8                               |
| 3ВОФ47                                                              | 53-ОФ-462(Ж)   | 4Ж32           | 21,7             | 3,67           | 28,4              | 690                              | 15,2                               |
| 3ВОФ48                                                              | 53-ОФ-462(Ж)   | 4Ж31           | 21,7             | 3,67           | 27,2              | 565                              | 12,8                               |
| 3ВОФ81                                                              | 3ОФ56(-1)      | 4Ж9(-1)        | 21,76            | 4,05           | 29,3              | 690                              | 15,2                               |
| 3ВОФ82                                                              | 3ОФ56(-1)      | 4Ж10(-1)       | 21,76            | 4,05           | 27,9              | 565                              | 12,8                               |
| Керовані                                                            |                |                |                  |                |                   |                                  |                                    |
| «Китолов-2М»                                                        | К122           |                |                  | 5,3            | 28                |                                  | 13,5                               |
| Шрапнельні                                                          |                |                |                  |                |                   |                                  |                                    |
| 3ВШ1                                                                | 3Ш1            | 54-Ж-463М/4Ж11 | 21,76            | 2,075          | 29,6              |                                  | 15,2                               |
| 3ВШ4                                                                | 3Ш1            | 4Ж10           | 21,76            | 2,075          | 27,9              |                                  | 12,8                               |
| Хімічні                                                             |                |                |                  |                |                   |                                  |                                    |
|                                                                     | 53-ХСО-462Д    |                | 23,1             | 3,3            |                   |                                  |                                    |
|                                                                     | 53-ХСО-463Б    |                | 22,2             | 1,325          |                   |                                  |                                    |
| Димові                                                              |                |                |                  |                |                   |                                  |                                    |
| 3ВД2                                                                | 3Д4(М)         | 4Ж9/4Ж20/4Ж32  | 21,76            | —              | 29,3              | 690                              | 15,2                               |
| 3ВД3                                                                | 3Д4(М)         | 4Ж10/4Ж21/4Ж31 | 21,76            | —              | 27,9              | 565                              | 12,8                               |
| Освітлювальні                                                       |                |                |                  |                |                   |                                  |                                    |
| 3ВС2                                                                | 53-С-463(Ж)    | 4Ж9/4Ж20       | 21,96            | —              | 29,5              | 687                              | 15,2                               |
| 3ВС3                                                                | 53-С-463(Ж)    | 4Ж10/4Ж21      | 21,96            | —              | 28,1              | 562                              | 12,8                               |
| 3ВС12                                                               | 3С4(Ж)         | 4Ж9/4Ж20       |                  |                | 29,35             |                                  |                                    |
| 3ВС13                                                               | 3С4(Ж)         | 4Ж10/4Ж21      |                  |                | 27,95             |                                  |                                    |
| Агітаційні                                                          |                |                |                  |                |                   |                                  |                                    |
| 3ВА2                                                                | 3А1(Д)(Ж)(ДЖ)  | 4Ж9/4Ж20/4Ж32  | 21,5             | —              | 29,3              | 697                              | 15,2                               |
| 3ВА4                                                                | 3А1(Д)(Ж)(ДЖ)  | 4Ж10/4Ж21/4Ж31 | 21,5             | —              | 27,5              | 570                              | 12,8                               |
| Холості                                                             |                |                |                  |                |                   |                                  |                                    |
| 4Х23-1                                                              | —              | 4Х23           | —                | —              | —                 | —                                | —                                  |
| Іноземні                                                            |                |                |                  |                |                   |                                  |                                    |
| Постановник перешкод КХ/УКХ спільного виробництва Росії та Болгарії |                | Стандартні     | 21,76            | —              |                   |                                  | 15                                 |
| ОФС виробництва Ірану                                               | 122 mm HE      | Стандартні     | 20,5             | 3,55           |                   |                                  | 15,6                               |
| ОФС виробництва Китаю                                               | Type 54        | Стандартні     |                  | 3,5            |                   |                                  |                                    |
| ОФС виробництва Китаю                                               | Type 83        | Стандартні     |                  |                | 28,5              | 618                              | 15,6                               |
| ОФС виробництва Югославії                                           | M55            | Стандартні     |                  |                |                   | 515                              | 11,8                               |
| ОФС із донним газогенератором виробництва Хорватії                  | HE M95         | super charge   |                  |                |                   | 718                              | 17,133                             |
| АР ОФС виробництва Хорватії та Китаю                                | ERBB 122 HB    | super charge   |                  |                |                   | 735                              | 20,05-21,9                         |

## Модифікації
- 2А32 — модифікований варіант 2А31 для встановлення в авіадесантну самохідну гаубицю 2С2 «Фіалка». Гаубиця відрізнялася від базового варіанта пневматичним досилачем та новим накатником. Роботи над 2А32 були припинені разом із роботами над САУ 2С2 «Фіалка».[1]
- Д-16 — модифікована версія 2А31 із застосуванням напівавтоматичного поршневого затвора, пластичного обтюратора та картузного методу заряджання. Причиною розробки була сильна загазованість бойового відділення 2С1 під час ведення вогню. У ході випробувань було виявлено низку дефектів конструкції. Після усунення зауважень модифікована гаубиця отримала індекс Д-16М.[1][6]
  - Д-16М — подальша модернізація гармати Д-16. Пневматичний досилач замінений на електромеханічний. Збільшено обсяг камори для розміщення більшого заряду та застосування снарядів з покращеною аеродинамікою. Уніфікація гармати Д-16М з базовим варіантом становила близько 60 %. Дальність ведення вогню осколково-фугасними снарядами було підвищено до 18 км. Однак, цей варіант, на думку Міністерства оборонної промисловості СРСР, виявився низькоефективним і в 1972 році роботи над Д-16М були закриті. Замість Д-16М було прийнято рішення використовувати гільзи з покращеною обтюрацією, крім того на 2А31 було встановлено потужніший ежектор. Отриманий науково-технічний доробок з цих робіт було рекомендовано використовувати при розробці картузних варіантів артилерійської системи «Гіацинт» (самохідної — 2С11 «Гіацинт-СК», та причіпної — 2А53 «Гіацинт-БК-1»).[1][6]
- HM51 — іранська копія гаубиці 2А31 для САУ Raad-1[en].

### Виноски
1. ↑  На максимальному заряді.
2. ↑  Отруйна речовина Р-43 (в'язкий люїзит).
3. ↑  Отруйна речовина Р-35 (зарин).